# Société philomathique de Paris
La Société philomathique de Paris (SPP) est une société scientifique et philosophique pluridisciplinaire créée le 10 décembre 1788 sous l'impulsion de l'agronome Augustin-François de Silvestre et du minéralogiste Alexandre Brongniart. Composée d'un nombre limité de membres élus, elle prend pour devise « Étude et amitié ». Elle constitue une sorte d'antichambre avant d'accéder à l'Académie des sciences et se charge de la promotion des travaux de ses membres, notamment à travers la publication de son Bulletin mensuel.
La fermeture de l'Académie des sciences par la Convention et le décret du 8 août 1793 feront de la Société philomathique de Paris la seule détentrice des publications scientifiques de l'époque jusqu'à la réouverture des académies, sous le nom d'Institut, le 3 brumaire an IV (novembre 1795), et la reprise de leurs publications. Les philomathes sont, en 1797, au nombre de 70 : l'association est alors contrainte de ne plus élire de membre que par voie de remplacement et de limiter ce nombre à 50. 
Parmi les philomathes les plus célèbres on peut citer Antoine Lavoisier, Jean-Baptiste de Lamarck, Gaspard Monge, Pierre-Simon de Laplace, Georges Cuvier, Louis Joseph Gay-Lussac, André-Marie Ampère, Augustin Louis Cauchy, Augustin Fresnel, Jean-Baptiste Boussingault, Claude Bernard, Marcellin Berthelot, Jean-Baptiste Biot, Henri Dutrochet (correspondant), Louis Pasteur, Siméon Denis Poisson, Henri Becquerel, et plus tard : Louis de Broglie, Frédéric Joliot, Théodore Monod… 
Mise en sommeil après la Seconde Guerre mondiale, la société philomathique verra ses statuts révisés en 1971. L'association est reconnue d'utilité publique. Elle se réunit trois à quatre fois par an pour une conférence dans un des restaurants du Sénat à Paris.

## Liste des membres passés et présents de la Société philomathique de Paris
- Liste alphabétique (incomplète)

### Orientation bibliographique
- André Thomas (1990). La Société philomathique de Paris et deux siècles d’histoire de la Science en France, Presses universitaires de France (Paris) : vi + 154 p.  (ISBN 2-13-043430-4)
- Jonathan Mandelbaum (1983). La société philomathique de Paris de 1788 à 1835: essai d'histoire institutionelle et de biographie collective d'une société scientifique parisienne, École des Hautes Études en Sciences Sociales https://books.google.fr/books?id=Iq7aAAAAMAAJ
- Jean-Claude Pecker (1996). La Société Philomathique de Paris : deux siècles d'histoire de la science française, La vie des Sciences 13 (1996) 221-225.  https://gallica.bnf.fr/ark:/12148/bpt6k5772393x/f53.item.r=Pecker